# Màlia
Per al pilotari Màlia, vegeu José Vicente Oliver Moll

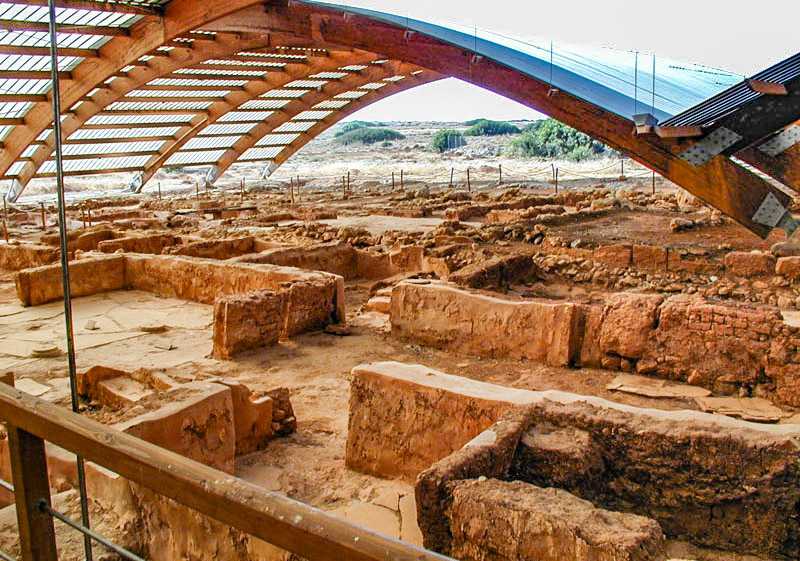
Àrea Mu de Màlia

Màlia (en grec modern Μάλια) és un poble litoral i un municipi de la Prefectura d'Iràklio, a Creta. Es troba a uns 34 km a l'est de Càndia. El municipi, de 60.720 km² i una població de 6.212 habitants, té la seva capital a Màlia, amb 3.722 habitants el 2001, que també inclou els nuclis de Mochós (Μοχός), amb 1.155 habitants; Krassi (Κράσι), amb 348; i Stalís (Σταλίς), amb 987. El poble és un lloc d'estiueig i un centre turístic, principalment pel jaciment arqueològic emplaçat uns 3 km al nord-est del poble, amb les restes d'un palau minoic de 10.000 m² de planta, i per la seva vida nocturna.

## La Màlia antiga
El jaciment arqueològic de Màlia es troba a uns 34 km a l'est de Càndia, prop de la costa septentrional de Creta. Consta de les restes d'un palau minoic i els habitatges dels voltants. L'emplaçament fou habitat des del Neolític entre el 6000 aC i el 3000 aC). Restes de cases prepalatines (del 2500 aC a 2000 aC) s'han trobat sota palau i algunes tombes del mateix període foren localitzades prop de la costa. El primer palau va ser construït vers el 2000 aC-1900 aC i les cases existents van continuar a l'entorn d'aquest. El palau vell fou destruït el 1700 aC però reconstruït uns cinquanta anys després. No va resultar destruït cap al 1450 aC, com altres palaus minoics. El lloc fou reocupat en els segles XIV aC i XIII aC. S'han trobat restes d'un establiment romà al lloc anomenat Marmara, bastant gran, on es conserva una basílica del segle vi.
L'almirall anglès Theodor Spratt, que va viatjar per Creta el segle xix, va informar d'algunes troballes al lloc anomenat Helleniko Livadi. El 1915, Joseph Chatzidakis va començar a excavar el turó d'Azymo i va descobrir la meitat sud de l'ala oest del palau i algunes tombes prop del mar. L'Escola Francesa d'Arqueologia d'Atenes va reprendre més tard l'excavació i tragué a la llum la resta del palau. Avui dia encara continuen les excavacions. Les troballes s'exhibeixen al Museu arqueològic d'Heràkleion, i algunes al d'Àgios Nikolaos.